# Robert IV van Artesië
Robert IV van Artesië (circa 1356 - Napels, 20 juli 1387) was van 1387 tot aan zijn dood graaf van Eu. Hij behoorde tot het huis Capet.

## Levensloop
Robert IV was de tweede zoon van Jan van Artesië, graaf van Eu, en Isabella van Melun, dochter van burggraaf Jan I van Melun. 
Rond 1376 huwde hij met Johanna van Durazzo (1344-1387), dochter van hertog Karel van Durazzo en weduwe van Lodewijk van Navarra, graaf van Beaumont-le-Roger.
Na het overlijden van zijn vader in april 1387 erfde Robert IV het graafschap Eu en de heerlijkheden Saint-Valery en Ault. Hij vernam de dood van zijn vader echter nooit, aangezien hij en zijn vrouw in juli 1387 in het Castel dell'Ovo in Napels het slachtoffer werden van een vergiftiging, die bevolen was door Margaretha van Durazzo, nota bene de zus van Johanna.
Robert IV en Johanna hadden geen kinderen. Hij werd als graaf van Eu opgevolgd door zijn broer Filips.